# Scleroglossum
Scleroglossum, rod pravih paprati (papratnice) iz potporodice Grammitidoideae,. dio porodice Polypodiaceae, red Polypodiales. Kew ovaj rod tretira kao sinonim za Grammitis.
Postoji 10 vrsta rasprostranjenih po tropskoj Aziji i Australiji. Rod je opisan u Bulletin du Jardin Botanique de Buitenzorg, sér. 2 2(7): 37–39. 1912.  Tipična je Scleroglossum pusillum (Blume) Alderw.. 

## Vrste
1. Scleroglossum crassifolium (Baker) C.Chr.
2. Scleroglossum debile (Mett.) Alderw.
3. Scleroglossum gracillimum Parris; sp. nov. in prep.
4. Scleroglossum juncifolium Copel.
5. Scleroglossum koealagoguambaense Baum.-Bod.
6. Scleroglossum mauruense (Nadeaud) J.W.Moore
7. Scleroglossum pusillum (Blume) Alderw.
8. Scleroglossum pyxidatum Alderw.
9. Scleroglossum sulcatum (Mett.) Alderw.
10. Scleroglossum wooroonooran (F.M.Bailey) C.Chr.

## Sinonimi
- Nematopteris Alderw.; Bull. Jard. Bot. Buitenzorg, sér. 2, 28: 65 (1918)